# Graziano Pellè
Graziano Pellè (* 15. Juli 1985 in San Cesario di Lecce) ist ein italienischer ehemaliger Fußballspieler.

## Karriere

### Vereine
Graziano Pellè kommt aus der Jugendabteilung der US Lecce. In der Saison 2003/04 schaffte er den Sprung in den Profikader. Am 11. Januar 2004 gab er beim Heimspiel gegen den FC Bologna sein Debüt in der Serie A. Insgesamt kam er während jener Spielzeit auf zwei Einsätze. Im Januar 2005 wurde Pellè für die Rückrunde an Catania Calcio ausgeliehen, bei denen er 15 Spiele absolvierte. Als er sich im kommenden Jahr wieder nicht bei Lecce durchsetzen konnte, wurde Graziano Pellè im Winter 2006 das zweite Mal ausgeliehen. Für den FC Crotone lief er 17-mal in der Serie B auf und erzielte sein erstes Profitor. Fünf weitere Tore sollten folgen. Mit Beginn der Spielzeit 2006/07 entschied sich sein Stammverein zum nächsten Ausleihgeschäft und Pellè wechselte leihweise zum AC Cesena. Dort entwickelte er sich zum Stammspieler. Er erzielte zehn Tore in 38 Spielen.
Im Sommer 2007 kam der endgültige Abschied aus Lecce. Pellè unterzeichnete beim niederländischen Klub AZ Alkmaar einen Fünfjahresvertrag und wurde unter Louis van Gaal in der Saison 2008/09 niederländischer Meister. Für ihn war es der erste Titelgewinn seiner Karriere.
Im Juli 2011 wechselte Pellè zum FC Parma und stieg am Ende der Saison in die Serie A auf. Danach verlieh ihn der Klub von Januar bis Juni 2012 an den Zweitligisten Sampdoria Genua und ab September 2012 in die Niederlande an Feyenoord Rotterdam. Im Januar 2013 verpflichtete ihn Feyenoord dauerhaft. Im Juli 2014 wechselte Pellè zum FC Southampton in die Premier League und unterschrieb einen Dreijahresvertrag.
Im Juli 2016 wechselte er zum chinesischen Erstligisten Shandong Luneng Taishan, wo er von Felix Magath trainiert wurde. Am 16. Juli 2016 (17. Spieltag) debütierte er beim 0:0 im Auswärtsspiel gegen Liaoning Hongyun. Nach über vier Jahren kehrte er Anfang 2021 nach Europa zu Parma Calcio zurück.

### Nationalmannschaft
Pellè wurde für die Junioren-Fußballweltmeisterschaft der italienischen U-20-Auswahl nominiert und nahm an der U-21-Fußball-Europameisterschaft 2007 teil.
Am 13. Oktober 2014 gab Pellè im Alter von 29 Jahren unter Antonio Conte sein Nationalmannschafts-Debüt. Er erzielte beim 1:0 im EM-Qualifikationsspiel gegen Malta den Siegtreffer.
Pellè wurde für die Europameisterschaft 2016 in Frankreich in den italienischen Kader aufgenommen und absolvierte 4 der 5 Spiele im Turnier. Sowohl gegen Belgien im Auftaktspiel als auch im Achtelfinale gegen Spanien erzielte er in der Nachspielzeit das 2:0 für sein Team. Im Viertelfinale scheiterte er mit Italien nach Elfmeterschießen an Deutschland. Dabei verschoss auch Pellè und wurde von der La Gazzetta dello Sport für sein Verhalten vor der Ausführung des Elfmeters kritisiert. Pellè signalisierte dem deutschen Torwart Manuel Neuer, dass er den Ball ins Tor lupfen werde, tatsächlich schoss er ihn dann flach neben das Tor.
Im WM-Qualifikationsspiel gegen Spanien am 6. Oktober 2016 wurde Pellè in der 60. Minute ausgewechselt und verweigerte Trainer Gian Piero Ventura daraufhin den obligatorischen Handschlag. Als Reaktion darauf strich Ventura den Stürmer für die folgende Partie gegen Mazedonien aus dem Kader. Pellè wurde seitdem nicht mehr in das italienische Aufgebot berufen, signalisierte jedoch, dass er einer Rückkehr gegenüber offen ist.

## Erfolge
- Turnier von Toulon: 2008
- Niederländischer Meister: 2008/09
- Niederländischer Fußball Super-Cup: 2009
- Premier-League-Spieler des Monats: September 2014